# Big Mama Thornton
Willie Mae "Big Mama" Thornton (11 de dezembro de 1926 – 25 de julho de 1984) foi uma cantora e compositora norte-americana de blues e R&B. Ela foi a primeira a gravar o hit "Hound Dog" em 1952. A música ficou em 1º lugar na parada R&B da Billboard R&B charts por sete semanas. O lado B era "They Call Me Big Mama," e o single vendeu quase dois milhões de cópias. Três anos mais tarde, Elvis Presley gravou sua versão para a música, baseado numa versão feita por Freddie Bell and the Bellboys. Outra música de sucesso de Big Mama Thornton foi "Ball 'n' Chain,", a qual Janis Joplin gravou uma versão.

## Biografia
Thornton nasceu em Montgomery,Alabama. Seu começo na música foi na igreja Batista, onde seu pai era pastor, e sua mãe cantora. Ela e seus seis irmãos começaram a cantar quando ainda eram bem novos.
Ela deixou Montgomery aos 14 anos em 1941, logo após a morte de sua mãe.
Ela se juntou ao Sammy Green's Hot Harlem Revue. no qual se manteve durante sete anos, foi com Sammy Green que Thornton obteve experiência de palco e desenvolveu sua maneira de cantar.
Além de cantar também tocava bateria e harmónica, e frequentemente tocava esses instrumentos em suas apresentações.
Em 1954, Thornton foi testemunha ocular da morte acidental do cantor de blues Johnny Ace. Em uma entrevista contou que Johnny estava sentado com sua namorada Olivia no colo, brincando com sua arma, apontando. Com Thornton a sua frente, ao apontar a arma na sua direção, ela disse para ele apontar para outro lado. Johnny então pegou e encostou a arma à cabeça de Olivia. Thornton novamente o repreendeu gritando para ele parar, ou acabaria matando alguém. Johnny respondeu que não havia nada para se preocupar, pois a arma estava com apenas uma bala e ele sabia exatamente onde ela estava, ele então apontou a arma para si mesmo e puxou o gatilho.

## Morte
Big Mama faleceu aos 57 anos devido a uma parada cardíaca, acarretada pelo seu sobrepeso e abusos de bebidas alcoólicas e tabagismo.

## Discografia selecionada
| Ano  | Título                                             | Genero      | Gravadora |
| ---- | -------------------------------------------------- | ----------- | --------- |
| 2007 | Big Mama Thornton                                  | Texas blues | Vanguard  |
| 1994 | The Complete OKeh Sessions 1952-55                 | Texas blues | Sony      |
| 1975 | Jail (Live)                                        | Texas blues | Vanguard  |
| 1975 | Sassy Mama! (Live)                                 | Texas blues | Vanguard  |
| 1973 | Saved                                              | Texas blues | Backbeat  |
| 1970 | The Way It Is                                      | Texas blues | Mercury   |
| 1969 | Stronger Than Dirt                                 | Texas blues | Mercury   |
| 1968 | Ball 'n' Chain w/ Lightnin' Hopkins                | Texas blues | Arhoolie  |
| 1967 | Big Mama Thornton Vol. 2                           | Texas blues | Arhoolie  |
| 1966 | Big Mama Thornton With The Muddy Waters Blues Band | Texas blues | Arhoolie  |
| 1966 | Big Mama Thornton in Europe                        | Texas blues | Arhoolie  |